# Reise zum Mittelpunkt der Erde (Fernsehserie)
Reise zum Mittelpunkt der Erde (Originaltitel: Viaje al centro de la Tierra) ist eine lateinamerikanische Abenteuerserie, basierend auf dem 1864 erschienenen Roman Die Reise zum Mittelpunkt der Erde des französischen Schriftstellers Jules Verne. Die Premiere der Serie fand in Lateinamerika am 5. April 2023 auf Disney+ statt. Im deutschsprachigen Raum erfolgte die Erstveröffentlichung der Serie durch Disney+ am selben Tag.

## Handlung
Diego, seine kleine Schwester Violeta sowie seine Freunde Ana, Pedro und Laura verbringen ihren Sommer im Forschercamp des berühmten Erfinders Pompilio Calderón. Dort finden sie das Medaillon von Pola, der Großmutter von Diego, Violeta und Martín. Die Freunde folgen ihrer Spur und landen durch ein Portal in einem anderen Universum, wo sie unglaubliche Abenteuer erleben. Von Pola erfahren die Kinder, dass das Gleichgewicht der Welten wiederhergestellt werden muss, um die Erde zu retten. Pompilio Calderón verfolgt seine eigenen Ziele und gelangt durch die Freunde ebenfalls in die Verne-Dimension. Die Kinder ahnen jedoch nichts von Pompilios wahren Absichten. Währenddessen reist Martín, Diegos großer Bruder, zum Nordpol, um der Ursache des Ungleichgewichts zwischen den Welten auf den Grund zu gehen.

## Besetzung und Synchronisation
Die deutschsprachige Synchronisation entstand nach den Dialogbüchern von Marc Rosenberg sowie unter der Dialogregie von Felix Auer durch die Synchronfirma Wavefront Studios in München.
| Rolle                  | Schauspieler                | Synchronsprecher   |
| ---------------------- | --------------------------- | ------------------ |
| Julio Verne            | Gabriel Goity               | Stefan Lehnen      |
| Pompilio Calderón      | Óscar Jaenada               | Felix Auer         |
| Claudio                | Mauricio Barrientos         | Marc Rosenberg     |
| Pola                   | Margarita Rosa de Francisco | Caroline Ebner     |
| Diego                  | Sebastián García            | Niklas Gebendorfer |
| Martín Medina          | Yankel Stevan               | Mio Lechenmayr     |
| Pedro                  | Manuel Márquez              | Adrian Arnold      |
| Violeta                | Camila Núñez                | Nika Rensink       |
| Ana                    | Paola Miguel                | Mia Durakovic      |
| Laura                  | Valery Sais                 | Franziska Hartmann |
| Julia                  | Mariana Gajá                | Viviana Schmidt    |
| Víctor                 | Miguel René Moreno          | Tom Dulovits       |
| Hans                   | Alejandro Calva             | Stefan Lehnen      |
| Andrea Bromo           | Carla Adell                 | Zina Laus          |
| Mauro                  | Israel Capetillo            | Benjamin Krause    |
| Felipe „Pipe“ Calderón | Emilio Treviño              | Nicolai Mondschein |
| Antonio Calderón       | Luigi Cerrada               | Johnny Auer        |
| Raquel                 | Luciana Tappan              | Ruby Auer          |
| Evelyn                 | Camila Valero               | Saskia Haisch      |
| Fermín                 | Maximiliano Uribe           | Levi Auer          |
| Pote                   | Daniel Sáez                 | Levi Auer          |
| Rodolfo                | Constantino Morán           | Ole Pfennig        |
| Regina                 | Sol Méndez                  | Shirin Lotze       |

## Episodenliste
| Nr. | Deutscher Titel                   | Originaltitel             | Erstveröffentlichung (Lateinamerika) | Deutschsprachige Erstveröffentlichung (D/A/CH) | Regie        | Drehbuch                             |
| --- | --------------------------------- | ------------------------- | ------------------------------------ | ---------------------------------------------- | ------------ | ------------------------------------ |
| 1   | Das Pompilio Camp                 | El campamento de Pompilio | 5. Apr. 2023                         | 5. Apr. 2023                                   | J.M Cravioto | Gabriel Patolsky & Verónica Eibuszyc |
| 2   | Die Verne Dimension               | Dimensión Verne           | 5. Apr. 2023                         | 5. Apr. 2023                                   | J.M Cravioto | Gabriel Patolsky & Verónica Eibuszyc |
| 3   | Aufbruch zum Mittelpunkt der Erde | Al centro de la Tierra    | 5. Apr. 2023                         | 5. Apr. 2023                                   | J.M Cravioto | Gabriel Patolsky & Verónica Eibuszyc |
| 4   | Der richtige Weg ...              | La bifurcación            | 5. Apr. 2023                         | 5. Apr. 2023                                   | J.M Cravioto | Gabriel Patolsky & Verónica Eibuszyc |
| 5   | Neue Allianzen                    | Todo el tungsteno         | 5. Apr. 2023                         | 5. Apr. 2023                                   | J.M Cravioto | Gabriel Patolsky & Verónica Eibuszyc |
| 6   | Die Felsen der Angst              | Tierra de dinosaurios     | 5. Apr. 2023                         | 5. Apr. 2023                                   | J.M Cravioto | Gabriel Patolsky & Verónica Eibuszyc |
| 7   | Das Ziel vor Augen                | La traición               | 5. Apr. 2023                         | 5. Apr. 2023                                   | J.M Cravioto | Gabriel Patolsky & Verónica Eibuszyc |
| 8   | Wettlauf gegen die Zeit           | Viaje en globo            | 5. Apr. 2023                         | 5. Apr. 2023                                   | J.M Cravioto | Gabriel Patolsky & Verónica Eibuszyc |